# La Parota, Quechultenango
La Parota är en ort i Mexiko.   Den ligger i kommunen Quechultenango och delstaten Guerrero, i den södra delen av landet, 240 km söder om huvudstaden Mexico City. La Parota ligger 996 meter över havet och antalet invånare är 262.
Terrängen runt La Parota är kuperad åt nordväst, men åt sydost är den bergig. Runt La Parota är det ganska glesbefolkat, med 40 invånare per kvadratkilometer. Närmaste större samhälle är Jocutla, 7,1 km norr om La Parota. I omgivningarna runt La Parota växer huvudsakligen savannskog.